# Cindarella
Cindarella is een geslacht van fossiele trilobietachtige geleedpotigen uit het vroege Cambrium. Er is slechts een soort bekend: Cindarella eucalla en deze komt alleen voor onder de biota van Chengjiang (rond 525 miljoen jaar oud). Er zijn slechts een handvol fossielen van Cindarella gevonden, waarbij het dier sterk is afgeplat.
Net als de verwante Xandarella behoort Cindarella tot dezelfde stamgroep als de trilobieten. Uiterlijk lijken ze daar ook op, maar ze hebben in tegenstelling tot trilobieten geen kalkachtig exoskelet en een andere opbouw van de ogen. Het dier werd ongeveer 11 cm lang. De kop werd beschermd door een halfrond schild, en de mond bestond uit 26 segmenten. Het aantal segmenten is ongelijk aan het aantal tergieten en poten. Het dier had gestalkte samengestelde ogen aan de onderkant van de kop, die uit meer dan 2000 facetten bestonden. Dit gaf Cindarella zeer scherp zicht van 270 graden. In tegenstelling tot Xandarella staken de ogen uit van onder het kopschild.
Cindarella was een nektonisch levend zeedier: het leefde in de waterkolom en kon zichzelf voortbewegen. Het was een aaseter of een predator, maar bewijs hiervoor ontbreekt.